# جائزة غرامي لأفضل أداء ثنائي/مجموعة كانتري
جائزة الغرامي لأفضل أداء ثنائي/مجموعة كانتري (بالإنجليزية: Grammy Award for best  Country Due/group performance)‏ هي جائزة تقدمها الأكاديمية الوطنية لتسجيل الفنون والعلوم (NARAS) سنويا ضمن حفل توزيع جوائز الغرامي،لأفضل أداء ثنائي/مجموعة لموسيقى الريف.بدأ العمل بالجائزة لأول مرة في سنة 1958.